# Rosta (stadsdel)

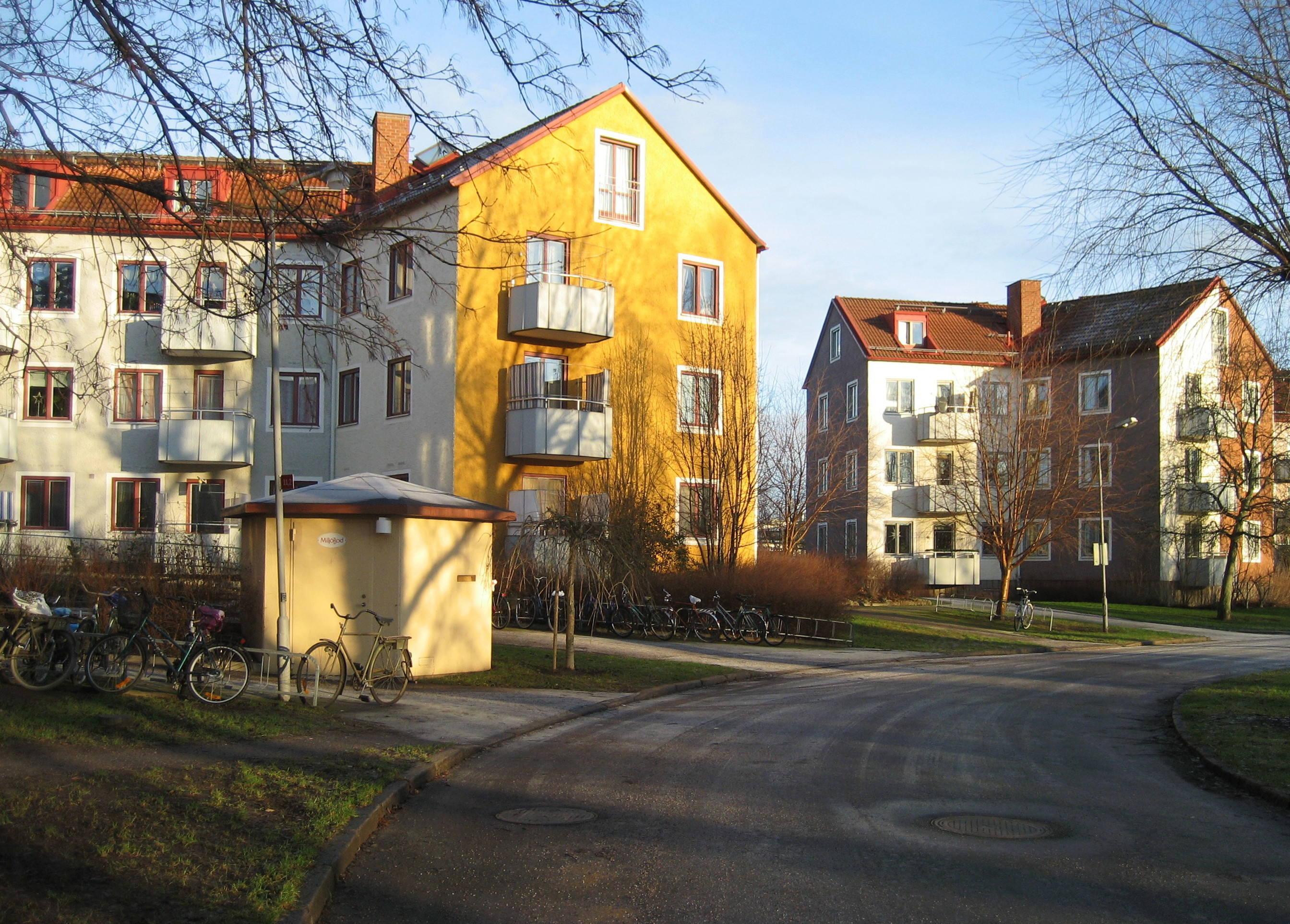
Stjärnhusen i Rosta.

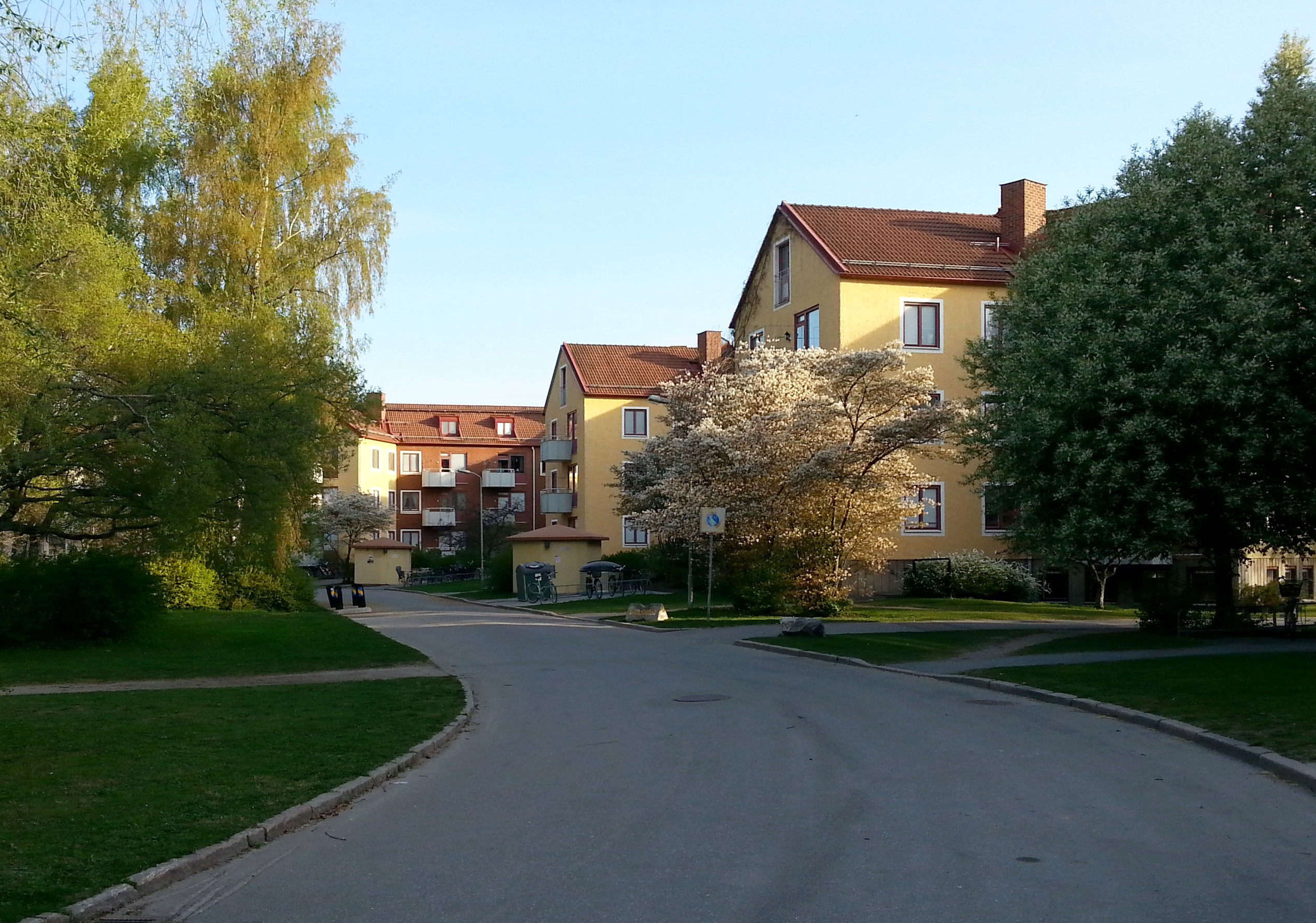
Västra Vintergatan, Rosta.

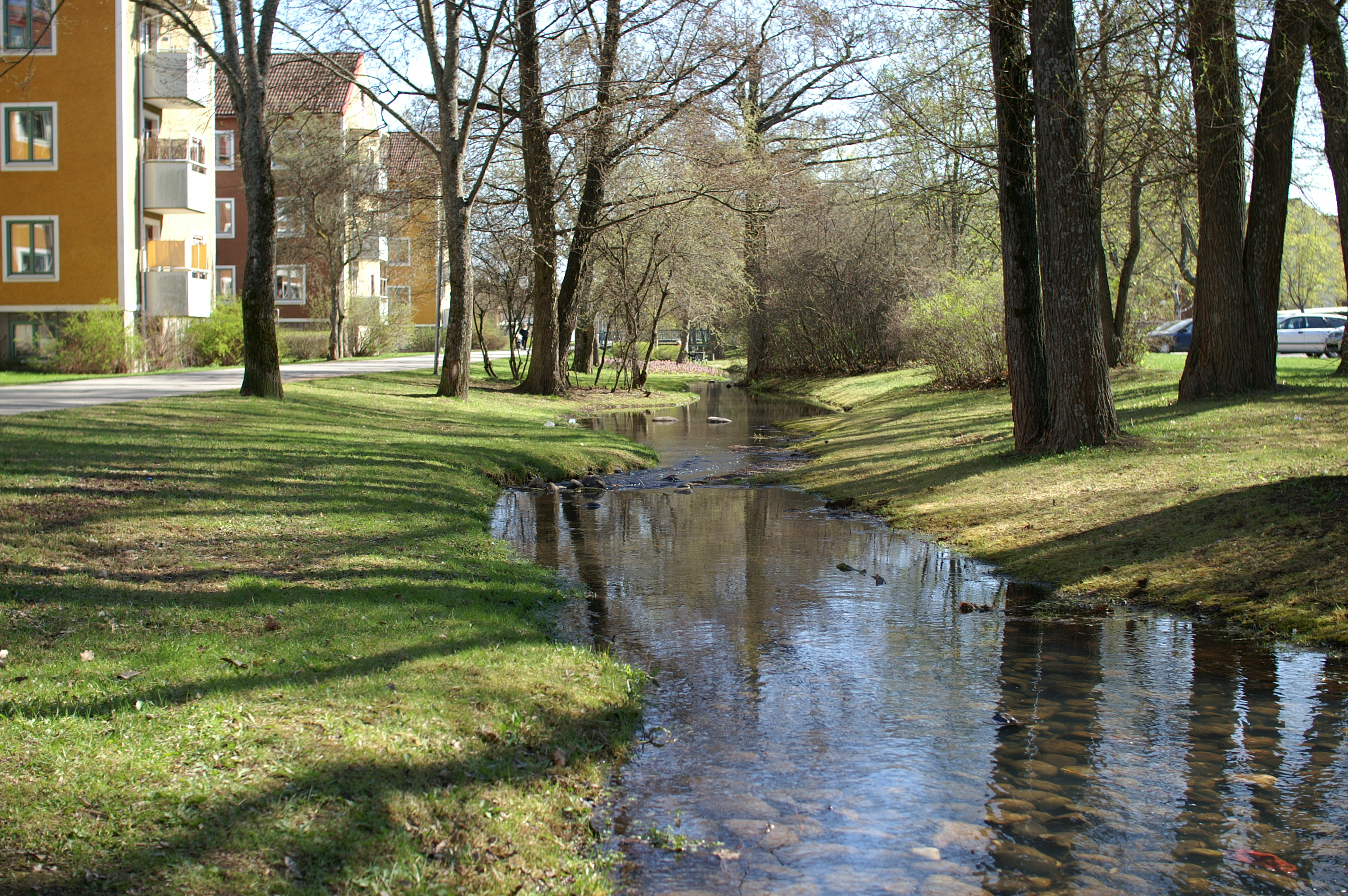
Älvtomtabäcken i Rosta.

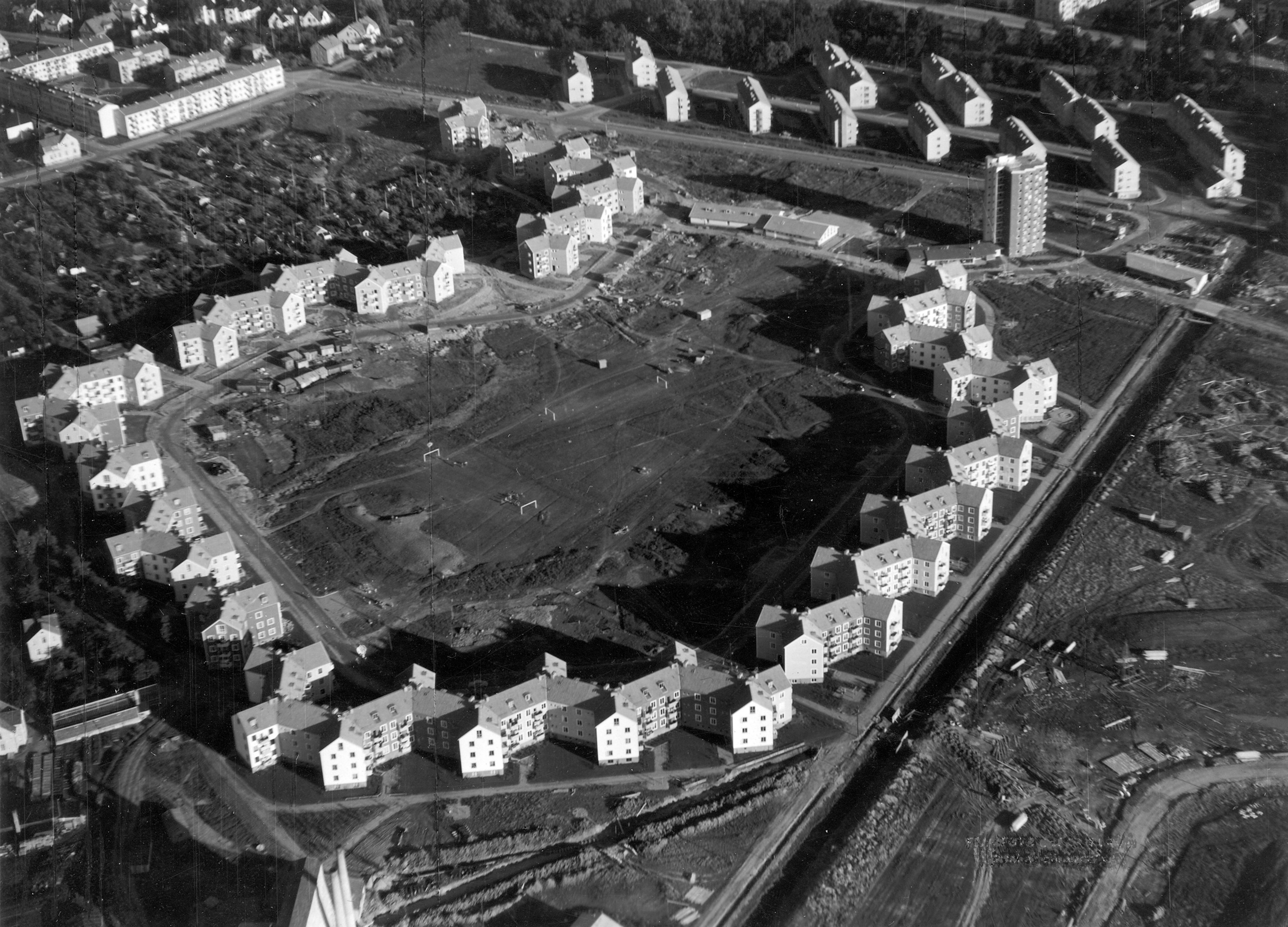
Flygfoto över Stjärnhusen, Rosta, 1952.

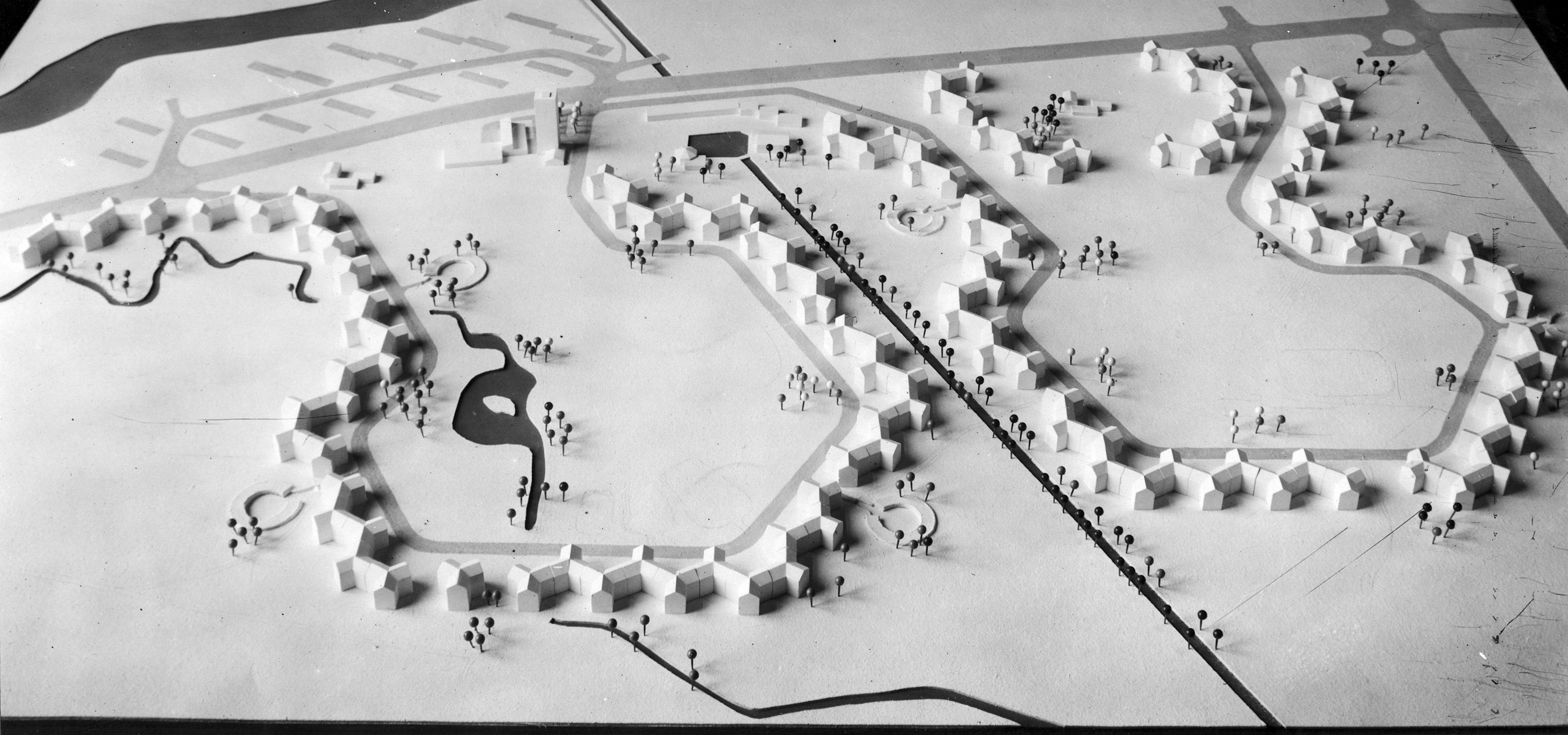
Planmodell för stjärnhusen i Rosta.

Rosta [ro:sta] är en stadsdel i västra Örebro belägen utanför västra stadsdelen, norr om Svartån. Den gränsar till Västhaga västerut, och Västra Mark norrut. Rosta ligger till stor del på den mark som förr tillhörde Rosta gård. Detta område tillhörde förr Längbro landskommun, men inkorporerades i Örebro stad år 1937.

## Stjärnhusen
Rosta domineras av bostadsområdet Stjärnhusen som uppfördes mellan 1947 och 1951. Området ritades av Backström &  Reinius och ägs av Örebrobostäder. Det omfattar totalt 1 320 hyreslägenheter. Husen är byggda i tre våningar och ligger längs två gator, Östra Vintergatan och Västra Vintergatan. Mitt i området ligger en centrumanläggning och ett höghus. Vintergatorna kringgärdar var sin park - Harald Aronsson park och Västra Rostaparken. Mellan Östra och Västra Vintergatorna löper Älvtomtabäckens gamla fåra som en dagvattendamm.
Från början fanns två skolor i området - Hagaskolan, som var en lågstadieskola, och Rostaskolan, en låg- och mellanstadieskola. Idag finns bara den sistnämnda kvar. Östra och Västra Vintergatorna är idag bilfria. Biltrafiken leds istället i en ring runt området.
Inom Stjärnhusområdet finns två skulpturer:
- Torsten Fridh: Planterande pojke
- Rolf Kjellberg: Muntergökarna (Vid Hagaskolan)

## Övrig bebyggelse i Rosta
I södra delen av Rosta, längs Svartån, ligger Rosta egnahem med ett 60-tal villor uppförda 1906 och senare. Från villaområdet kan man till fots eller med cykel via Hängbron ta sig över Svartån till Örnsro.
Väster om villaområdet ligger Örebrobostäders radhuslängor från 1953 ritade av Erik F. Dahl.
Till Rosta räknas också bostadsrätterna vid Trumpetaregatan uppförda på 1940-talet, samt Älvtomta koloniförening öster om Stjärnhusen.

### Webbkällor
- Om Stjärnhusen på Örebro kommuns webbplats